# Donald Glover
Donald McKinley Glover (25 de setembro de 1983) é um ator, escritor, humorista, rapper e cantor americano. Ele se apresenta no cenário musical usando o nome artístico Childish Gambino e como DJ usa o nome mcDJ. Glover primeiro chamou a atenção por seu trabalho no grupo Derrick Comedy, e é mais conhecido por escrever para o seriado 30 Rock e pelo seu papel como Troy Barnes na série de comédia da NBC, Community. Ao contrário de um rumor persistente, ele não possui parentesco com o ator Danny Glover. Em 2011, Glover assinou contrato com a Glassnote Records com o nome artístico "Childish Gambino". Seu primeiro álbum de estúdio, Camp, foi lançado em 15 de novembro de 2011. Em 2018, seu single "This Is America", carregado de significado político e social, chegou ao nº 1 nos EUA, no Canadá, na Austrália e na Nova Zelândia. Já ganhou dois Emmys, dois Globos de Ouro e cinco Grammys, sendo uma das poucas pessoas que já ganharam os três prêmios.

## Primeiros anos de vida e educação
Glover nasceu em 25 de setembro de 1983, na base aérea de Edwards, no limite do condado de Los Angeles, Califórnia. Donald foi criado pelos seus pais como Testemunha de Jeová, em Stone Mountain, Geórgia. Além de um irmão e uma irmã biológicos, Glover cresceu ao lado de filhos adotivos de seus pais. Glover estudou na New York University, graduando-se em escrita dramática em 2006.

## Carreira na representação e roteirismo
Glover é conhecido por seu trabalho no seriado Community da NBC, com Joel McHale e Chevy Chase. Glover escreveu para o The Daily Show em 2005 e para a série 30 Rock entre 2006 e 2009, onde também teve aparições ocasionais.
Em 2008, surgiram rumores de que Glover iria entrar para o elenco de Saturday Night Live e que ele iria retratar o candidato presidencial Barack Obama. Glover negou os rumores em seu perfil no Facebook.
Em 2010, a Sony decidiu fazer uma nova versão do Homem-Aranha no cinema após a saída de Tobey Maguire. A ideia era contar mais uma vez a origem do herói. Na época, Glover trabalhava na série Community e os fãs do seu trabalho na comédia entenderam que essa seria uma boa oportunidade de dar uma nova cara ao herói, iniciando uma campanha nas redes sociais chamada #Donald4Spiderman, visando colocá-lo no papel. O próprio Glover acabou entrando na brincadeira que, com o tempo, começou a ficar cada vez mais séria e virou um pequeno fenômeno, especialmente no Twitter. O papel acabou ficando com Andrew Garfield, mas como uma piada interna em Community, Glover apareceu usando um pijama do Amigão da Vizinhança. Contudo, a Marvel percebeu o potencial não explorado no universo do Aranha. A ideia de um Homem-Aranha negro chamou a atenção de Brian Michael Bendis, escritor da HQ Ultimate Homem-Aranha na época, que criou Miles Morales inspirado em Donald Glover. Como homenagem, Donald Glover dublou Miles Morales na série animada Ultimate Spider-Man e teve participações especiais como Aaron Davis, o tio de Miles, nos filmes Spider-Man: Homecoming (2017) e Spider-Man: Across the Spider-Verse (2023).
Em 2016, criou e estrelou a série Atlanta, exibida pela FX no Brasil. A série lhe rendeu dois Emmys, por melhor ator e melhor direção em séries de comédia. A série teve quatro temporadas e foi encerrada em 2022.
Donald intepretou a personagem Lando Calrissian jovem no filme Solo: A Star Wars Story (2018), que faz parte da saga Star Wars
Em agosto de 2018, foi relatado durante o verão, Donald havia estado filmando um projeto secreto em Cuba, intitulado Guava Island, com Rihanna. Não se conhecem pormenores sobre o projeto. Contudo, em 24 de novembro de 2018 o trailer do mesmo foi exibido na Nova Zelândia.
O artista multifacetado dublou Simba na versão original do remake do filme O Rei Leão, em julho de 2019.

### Música
Depois de cinco mixtapes lançados por si próprio entre 2008 e 2010, Donald Glover - como Childish Gambino -, assinou pela Glassnote Records em 2011. Em fevereiro de 2011, lançou seu primeiro projeto através da Glassanote, o EP EP. Em novembro de 2011, saiu o seu primeiro álbum, Camp. Camp, promovido pelos singles "Bonfire" e "Hearbeat", atingiu o nº 11 da Billboard Hot 100 e foi bem recebido pela crítica. 
Em julho de 2012 lançou a sua 6ª mixtape, Royalty, que foi disponibilizada em formato de download gratuito. Em setembro do mesmo ano, a cantora britânica Leona Lewis lançou o single "Trouble", que conta com a participação vocal de Childish Gambino. "Trouble" chegou ao nº 7 do top de singles britânico. 
Em dezembro de 2013, Childish Gambino lançou o seu segundo álbum, Because The Internet. O álbum chegou ao n.º 7 da Billboard Hot 100. Because The Internet já mobilizou mais de 500 mil cópias. O álbum contou com os singles "3005" (nº 64 na Billboard Hot 100), "Crawl" e "Sweatpants". Em junho de 2014, Because The Internet valeu a Childish Gambino o seu primeiro disco de ouro nos EUA e o disco de prata no Reino Unido. Because the Internet foi indicado para Melhor Álbum Rap e "3005" para Melhor Performance Rap"na edição de 2015 do Grammy Awards.
Antes, em setembro de 2013, foi lançado um single de Jhené Aiko com Gambino, "Bed Peace". Em setembro de 2014, Aiko lançou o vídeo para a canção "The Pressure", que foi dirigido por Donald. No mês seguinte lançou dois projetos: a mixtape STN/MTN e o EP Kauai. A mixtape e o EP são considerados lados duais de um álbum conceitual, unidos por uma linha narrativa coesa.
Em setembro de 2016, Childish Gambino lançou o álbum "Awaken, My Love!". Este álbum se diferenciou dos anteriores por Childish Gambino cantar mais e rappar menos e, ao invés do hip hop, se moldar pelas sonoridades do soul psicodélico, do funk e do R&B. De "Awaken, My Love!", forma extraídos os singles "Me and Your Mama", "Redbone (que chegou ao nº 12 da Billboard Hot 100) e "Terrified". "Awaken, My Love!" foi bem recebido pela crítica e foi indicado para Álbum do Ano e Melhor Álbum de Música Urbana Contemporânea no Grammy de 2018. Já "Redbone" venceu na categoria de Melhor Performance R&B Tradicional, para além de ter sido indicada para as categorias de Gravação do Ano e Melhor Canção R&B. "Awaken, My Love!" se tornou disco de platina nos EUA, disco de ouro no Canadá e disco de prata no Reino Unido.
Em janeiro de 2018, Donald assinou com a RCA Records e em maio do mesmo ano lançou o seu tema de maior sucesso, "This Is America", o seu único nº 1 na Billboard Hot 100 até ao momento. A polémica canção, que conta com um videoclipe igualmente controverso, foi considerada a melhor canção de 2018 pelo The Guardian e pela rádio pública americana NPR. Em julho do mesmo ano, o artista lançou Summer Pack, um EP com duas faixas: "Summertime Magic" e "Feels Like Summer". Esta última é o primeiro single do quarto álbum de Gambino. No mês de setembro seguinte, Gambino disponibilizou duas canções que não tinham sido lançadas até aí, "Algorhythm" e "All Night", aos fãs que comprassem bilhetes para a sua digressão This Is America Tour (2018).
Childish Gambino participou também em faixas de Josh Osho, Flux Pavillion, Lion Babe, Selah Sue, Logic, Ariana Grande, J. Cole, Chance The Rapper, Rudimental, Riff Raff, N.A.S.A., entre outros artistas.

## Vida pessoal
Glover possui um irmão mais novo, o roteirista e produtor Stephen Glover, que também já indicado para um prêmio Emmy do Primetime de melhor roteiro em série de comédia, por Atlanta.
Em janeiro de 2017, Glover anunciou que ele e a companheira, Michelle, haviam tido um filho em 2016. Em julho de 2017, Glover anunciou que o nome do filho era Legend. O segundo filho de Donald com Michelle nasceu em julho de 2018.

## Discografia
- EP (2011)
- Camp (2011)
- Because the Internet (2013)
- Kauai (2014)
- "Awaken, My Love!" (2016)
- Summer Pack (2018)
- 3.15.20 (2020)
- Atavista (2024)
- Bando Stone And The New World (2024)

## Filmografia

### Cinema
| Ano  | Título                                                      | Papel                | Notas                                                  |
| ---- | ----------------------------------------------------------- | -------------------- | ------------------------------------------------------ |
| 2009 | Mystery Team                                                | Jason Rogers         | Também roteirista e produtor executivo                 |
| 2011 | The Muppets                                                 | Executivo Júnior     | Participação especial                                  |
| 2013 | The To Do List                                              | Derrick              |                                                        |
| 2013 | Clapping for the Wrong Reasons                              | O Garoto             | Curta-metragem; também roteirista e produtor executivo |
| 2014 | Alexander and the Terrible, Horrible, No Good, Very Bad Day | Greg                 |                                                        |
| 2015 | The Lazarus Effect                                          | Niko                 |                                                        |
| 2015 | Magic Mike XXL                                              | Andre                |                                                        |
| 2015 | The Martian                                                 | Rich Purnell         |                                                        |
| 2017 | Spider-Man: Homecoming                                      | Aaron Davis          |                                                        |
| 2018 | Solo: A Star Wars Story                                     | Lando Calrissian     |                                                        |
| 2019 | O Rei Leão                                                  | Simba (voz)          |                                                        |
| 2024 | Spider-Man: Across the Spider-Verse                         | Aaron Davis / Gatuno | Cameo                                                  |

### Televisão
| Ano           | Título                          | Papel                                   | Notas                                                         |
| ------------- | ------------------------------- | --------------------------------------- | ------------------------------------------------------------- |
| 2005          | Late Night with Conan O'Brien   | Criminoso                               | Episódio: "22 de julho de 2005"                               |
| 2006-2012     | 30 Rock                         | Vários                                  | 4 episódios; também roteirista e editor executivo de história |
| 2007          | Human Giant                     | Cara da Faculdade que Aparece na Webcam | Episódio: "24 Hour Marathon"                                  |
| 2009-2014     | Community                       | Troy Barnes                             | 89 episódios                                                  |
| 2010          | Robot Chicken                   | Várias vozes                            | Episódio: "Robot Chicken: Star Wars Episode III"              |
| 2010          | Comedy Central Presents         | Ele mesmo                               | Especial de stand-up                                          |
| 2011          | Woodie Awards                   | Ele mesmo (apresentador)                | Especial de televisão                                         |
| 2011          | Regular Show                    | Alpha-Dog (voz)                         | Episódio: "Rap It Up"                                         |
| 2011          | Weirdo                          | Ele mesmo                               | Especial de stand-up                                          |
| 2012          | The Playlist                    | Vítima de Remix - Método Eclético       | Episódio: "Instruments of Destruction"                        |
| 2013          | Girls                           | Sandy                                   | 2 episódios                                                   |
| 2013          | Adventure Time                  | Marshall Lee (voz)                      | Episódio: "Bad Little Boy"                                    |
| 2015          | Ultimate Spider-Man             | Miles Morales / Homem-Aranha (voz)      | 2 episódios                                                   |
| 2015          | China, IL                       | William "Transfer Billy" (voz)          | 4 episódios                                                   |
| 2016–2022     | Atlanta                         | Earnest "Earn" Mark                     | Também criador, roteirista e produtor executivo               |
| 2018          | Saturday Night Live             | Ele mesmo                               | Episódio: "Donald Glover/Childish Gambino"                    |
| 2023          | Swarm                           |                                         | Criador, diretor e produtor executivo                         |
| 2023          | The Eric Andre Show             | Ele mesmo                               | Episódio: "Woodchipper Hijinks"                               |
| 2023–presente | Hora de Aventura: Fionna e Cake | Marshall Lee                            | Voz                                                           |
| 2024          | Mr. & Mrs. Smith                | John Smith                              | Também criador e produtor executivo                           |